# Parroquia de San Juan Evangelista y Nuestra Señora de Guadalupe
La Parroquia de San Juan Evangelista y Nuestra Señora de Guadalupe en Mixcoac es un templo católico ubicado en la calle Augusto Rodín, esquina con Millet frente a la Plaza Valentín Gómez Farías en la Colonia Insurgentes Extremadura alcaldía Benito Juárez de la Ciudad de México. El templo pertenece a la Arquidiócesis de México y está bajo la orden de los josefinos.

## Historia
Según versiones, el templo tiene una antigüedad de 250 años aproximadamente. Mitad historia y mitad leyenda, se cuenta que en 1675 una epidemia de tifo asoló al barrio de San Juan, por lo que hubo necesidad de quemar los jacales de sus habitantes. Y que cuando cesó el fuego sólo quedó de pie un muro en el que estaba la imagen de la Guadalupana. Este milagro habría propiciado la construcción del templo de San Juan Evangelista, bajo la advocación de Nuestra Señora de Guadalupe.
El cuadro de la Santísima Virgen María llegó a ocupar el lugar de honor en el templo debido a que, dada la distancia con la Basílica de Guadalupe, peregrinos de Morelos y el sur de la Ciudad de México buscaron darle un carácter de Santuario Guadalupano al templo de San Juan. 
En 1870, con la expropiación de conventos, el templo pasó a manos del clero secular; en 1911 la sagrada Mitra de México encomendó el templo a los padres josefinos.

### Carácter mariano del templo
En 1938 los vecinos del Barrio de San Juan en Mixcoac enviaron una carta dirigida al Dr. Luis María Martínez, el entonces Arzobispo de México, para solicitarle que el Templo de San Juan Evangelista fuera también declarado Templo de la Santísima Virgen de Guadalupe, pues existía un enorme fervor hacia el cuadro de la Virgen María, el cual ocupaba el lugar de honor en el templo. Actualmente, sobre la puerta existe un relieve que representa a la Virgen de Guadalupe. 

## Características
Inicios del XVII Y XVIII. La parroquia cuenta con características del estilo barroco por lo que se atribuye, de acuerdo con su ficha en Catálogo Nacional de Monumentos Históricos Inmuebles, al arquitecto Pedro de Arrieta.

### Descripción arquitectónica

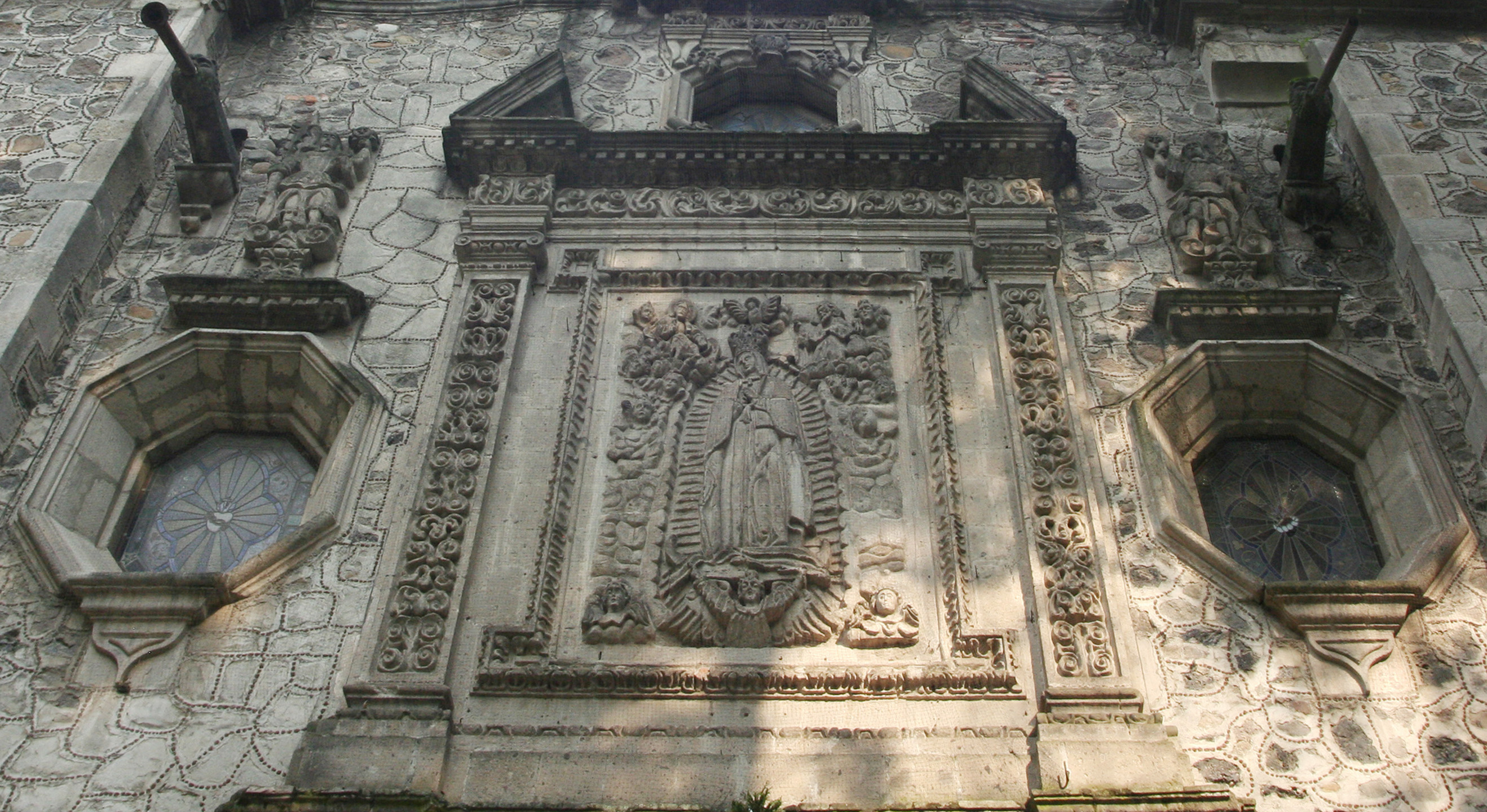
Relieve de la Virgen de Guadalupe entre las dos ventanas octogonales.

La fachada está hecha de cantera. Debajo de la cruz que remata la fachada en la parte superior se observa un nicho con la escultura del patrono del templo, San Juan.  El atrio tiene un jardín de lado derecho e izquierdo. En la parte izquierda se encuentra una cruz de piedra tallada con una corona de espinas en el centro. Dos torres que funcionan como campanarios. Bajo la ventana se encuentra un relieve de la Virgen de Guadalupe entre dos ventanas octogonales con ángeles arriba de ellas. El ángel izquierdo tiene un sol; el derecho, la luna. 

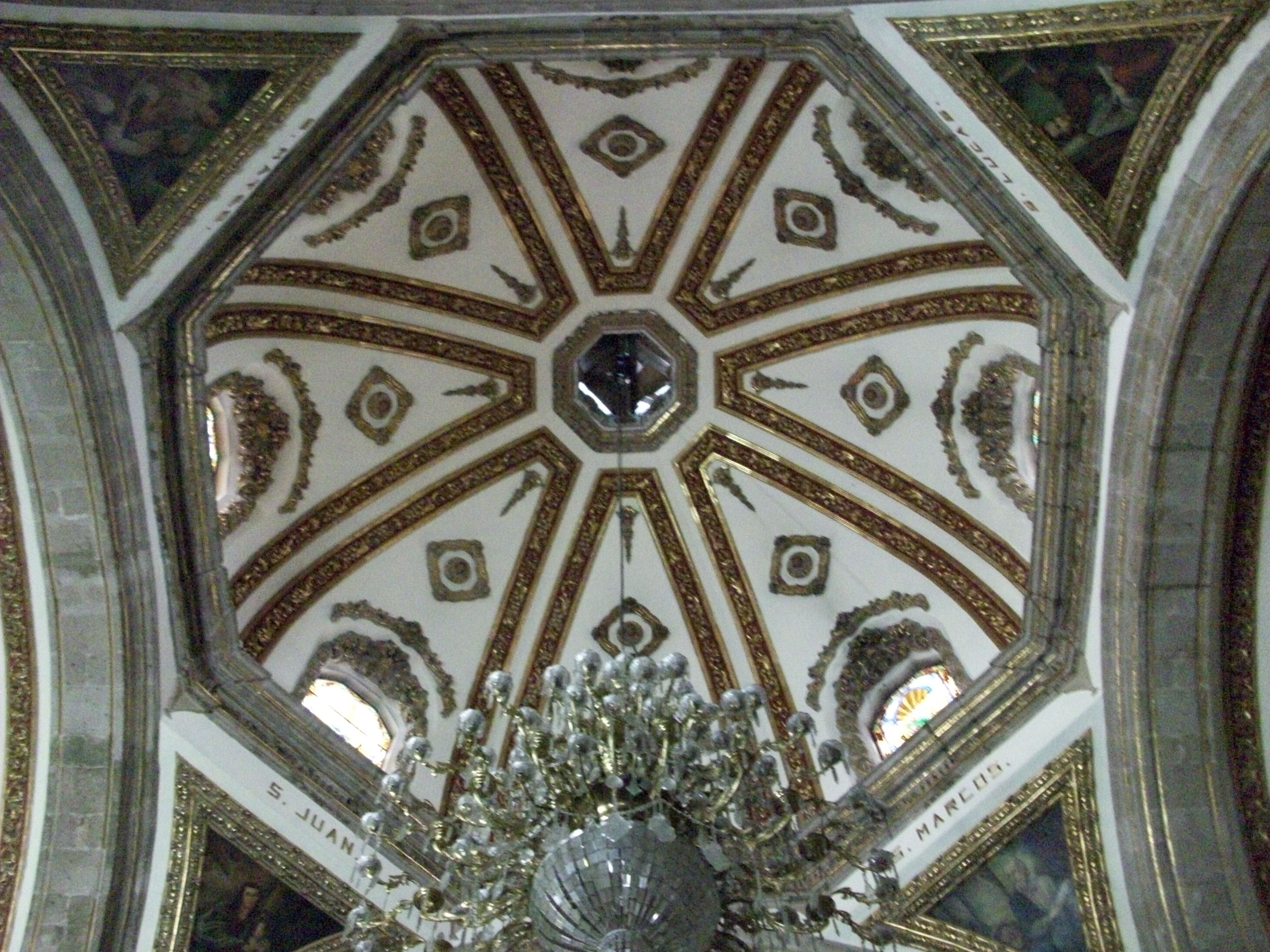
Una de las cúpulas interiores de la iglesia.

De acuerdo con los planos de la iglesia, la construcción es de planta de cruz latina, la cual se encuentra cubierta por bóvedas de aristas y de cañón con lunetos. El interior se encuentra decorado con yeserías de, aproximadamente, el primer tercio del siglo XX. Las pinturas y vitrales de colores que representan las cuatro apariciones de la Virgen de Guadalupe también corresponden a estos años.
Otro detalle donde se encuentra una figura pequeña de la Virgen de Guadalupe es en la parte superior del arco de la puerta en la fachada. La decoración en la fachada y las puertas de madera están decoradas con elementos vegetales, tales como flores y hojas.